# Politica ambientale in Giappone

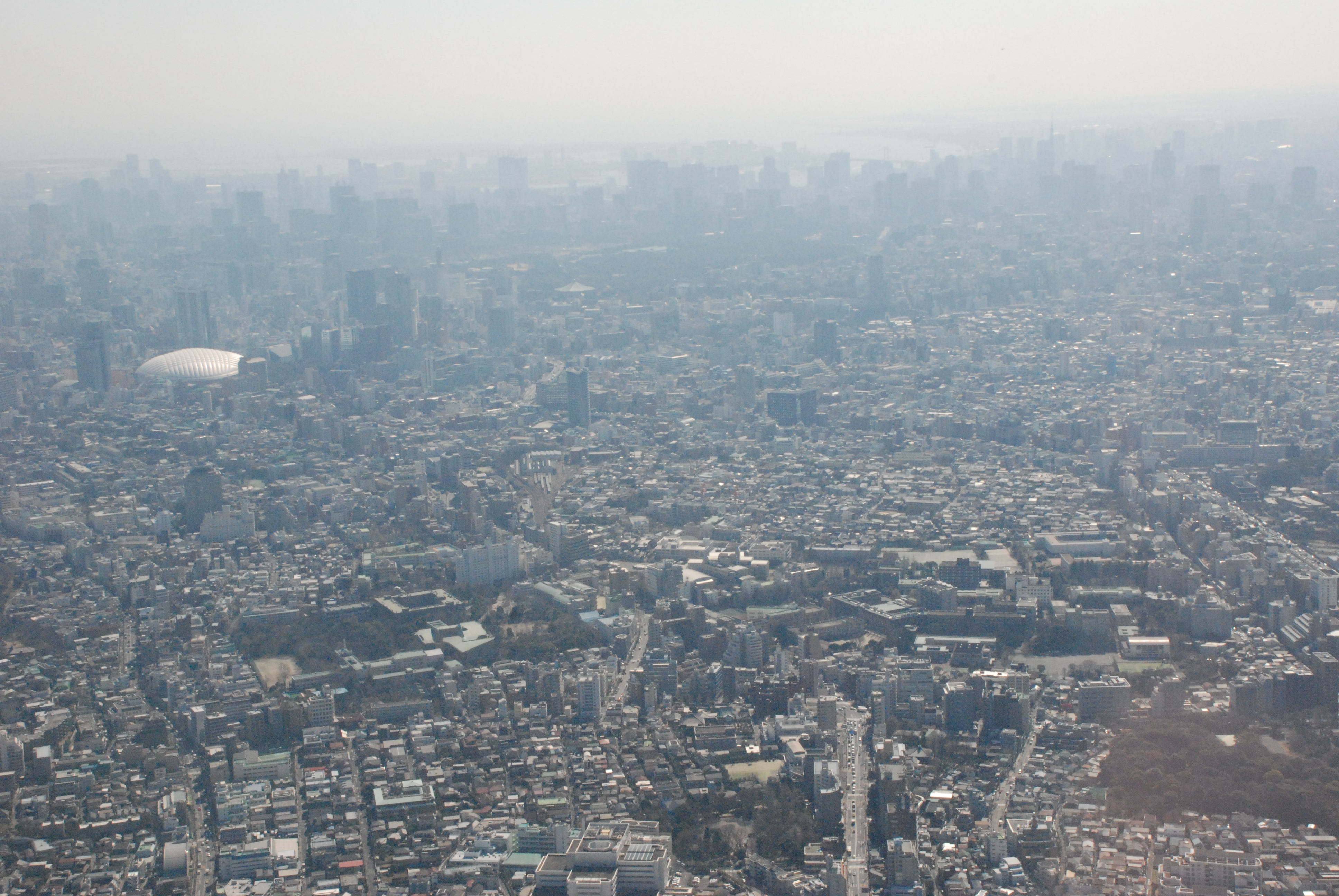
Panorama della città di Tokyo coperta dallo smog

La politica ambientale in Giappone (日本環境政策?, Nihon kankyō seisaku) concentra la sua attenzione nei confronti della natura e dell'ambiente non tralasciando tuttavia il bisogno del Paese di continuare il suo processo di sviluppo economico e tecnologico. Infatti il Giappone, oltre a fare affidamento su questi ultimi due aspetti, possiede delle solide basi culturali e una sensibilità sociale sulle quali il popolo giapponese ha sempre fatto affidamento nei momenti più critici della sua storia. Tale politica, quindi, può essere ricondotta a una crescente consapevolezza della necessità di una regolamentazione, preservazione e protezione dell'ambiente maturata a partire dalla grande ondata di industrializzazione iniziata nel periodo Meiji.
Per questo motivo, il governo giapponese ha dovuto adottare rigide contromisure per ovviare a tali problemi, con la promulgazione di leggi specifiche a partire dal 1993. In quanto firmatario del Protocollo di Kyoto, il Giappone ha inoltre l'obbligo di ridurre le proprie emissioni di anidride carbonica e di adottare altre misure per contrastare il cambiamento climatico, ponendo una particolare attenzione sulle questioni ambientali più importanti quali l'inquinamento da rifiuti industriali, diossina e alte tecnologie, la gestione dei rifiuti elettronici e dell'energia nucleare, soprattutto dopo il disastro di Fukushima del 2011.

## Storia

### Istituzione della politica ambientale
La moderna politica ambientale con i suoi relativi emendamenti venne istituita a seguito di gravi disastri ambientali verificatisi negli anni cinquanta e sessanta del XX secolo. L'avvelenamento da cadmio, dovuto alla fuoriuscita del materiale tossico dai rifiuti industriali della prefettura di Toyama, venne riconosciuto causa della cosiddetta malattia itai-itai (イタイイタイ病?, itai-itai byō, letteralmente "malattia ahi-ahi"). Gli abitanti della città di Minamata, nella prefettura di Kumamoto rimasero avvelenati dal metilmercurio fuoriuscito dalla fabbrica chimica cittadina, dando origine alla malattia di Minamata.
A Yokkaichi, città portuale della prefettura di Mie, l'inquinamento atmosferico causato dalle emissioni di biossido di zolfo e biossido di azoto portò ad un rapido aumento del numero di persone sofferenti di asma e bronchite. Nelle aree urbane lo smog fotochimico dei fumi di scarico delle automobili e delle industrie contribuì all'aumento di problemi respiratori soprattutto nelle zone industriali di Tokyo-Yokohama, Nagoya e Osaka-Kōbe, mentre l'avvelenamento da arsenico attribuito alla dispersione della polvere d'arsenico delle miniere fu riconosciuto come causa di uguali danni nel distretto di Toroku nella prefettura di Miyazaki.
Tali forme di inquinamento sono il risultato dell'improvvisa crescita economica del Giappone nel secondo dopoguerra, la quale politica ha dato priorità allo sviluppo economico piuttosto che concentrarsi sulla protezione della salute e della sicurezza della popolazione. Dagli anni sessanta, per evitare il ripetersi di incidenti simili, il governo giapponese ha emanato rigide regole per la salvaguardia dell'ambiente.

### Il dopo Minamata e le misure contro l'inquinamento
A marzo 2001, sono stati riconosciuti 2.265 casi ufficiali di malattia di Minamata, mentre le vittime accertate sono 1.784. La Chisso Corporation, l'industria responsabile del danno ambientale, è stata condannata a risarcire più di 10.000 persone per un totale di 86 milioni di dollari. Tali avvenimenti hanno costretto il Giappone a regolamentare le emissioni di fuliggine e fumi attraverso un emendamento approvato nel 1962 e successivamente incorporato all'interno della Legge per il controllo dell'inquinamento dell'aria del 1968. L'Unione dei consumatori del Giappone (日本消費者連盟?, Nihon shōhisha renmei), fondata nel 1969, venne istituita per far fronte ai problemi di salute e alle false dichiarazioni da parte delle imprese, causa del dilagante sviluppo industriale del Giappone e viste come responsabili dei problemi dei consumatori e dei cittadini. Negli anni settanta, la stessa associazione intraprese una lotta contro lo sviluppo dell'energia nucleare nel Paese, formando una campagna di sensibilizzazione anti-nucleare diffusa a livello nazionale.
Negli anni successivi il governo ha perfezionato la sua politica ambientale incorporando varie regolamentazioni degli anni precedenti a precisi leggi, quali la Legge per la tutela della qualità dell'acqua e la Legge per il controllo delle acque di rifiuto industriali, entrambe emanate nel 1958, incluse all'interno della Legge per il controllo dell'inquinamento idrico del 1970. In seguito, vennero approvate altre leggi contro l'inquinamento, quale la Legge fondamentale per il controllo dell'inquinamento ambientale del 1967. Nel 1972 venne introdotta in numerose leggi la responsabilità colposa per il risarcimento, che considera le aziende responsabili dei problemi alla salute provocati dall'inquinamento, valevole allo stesso modo anche nei casi accidentali.

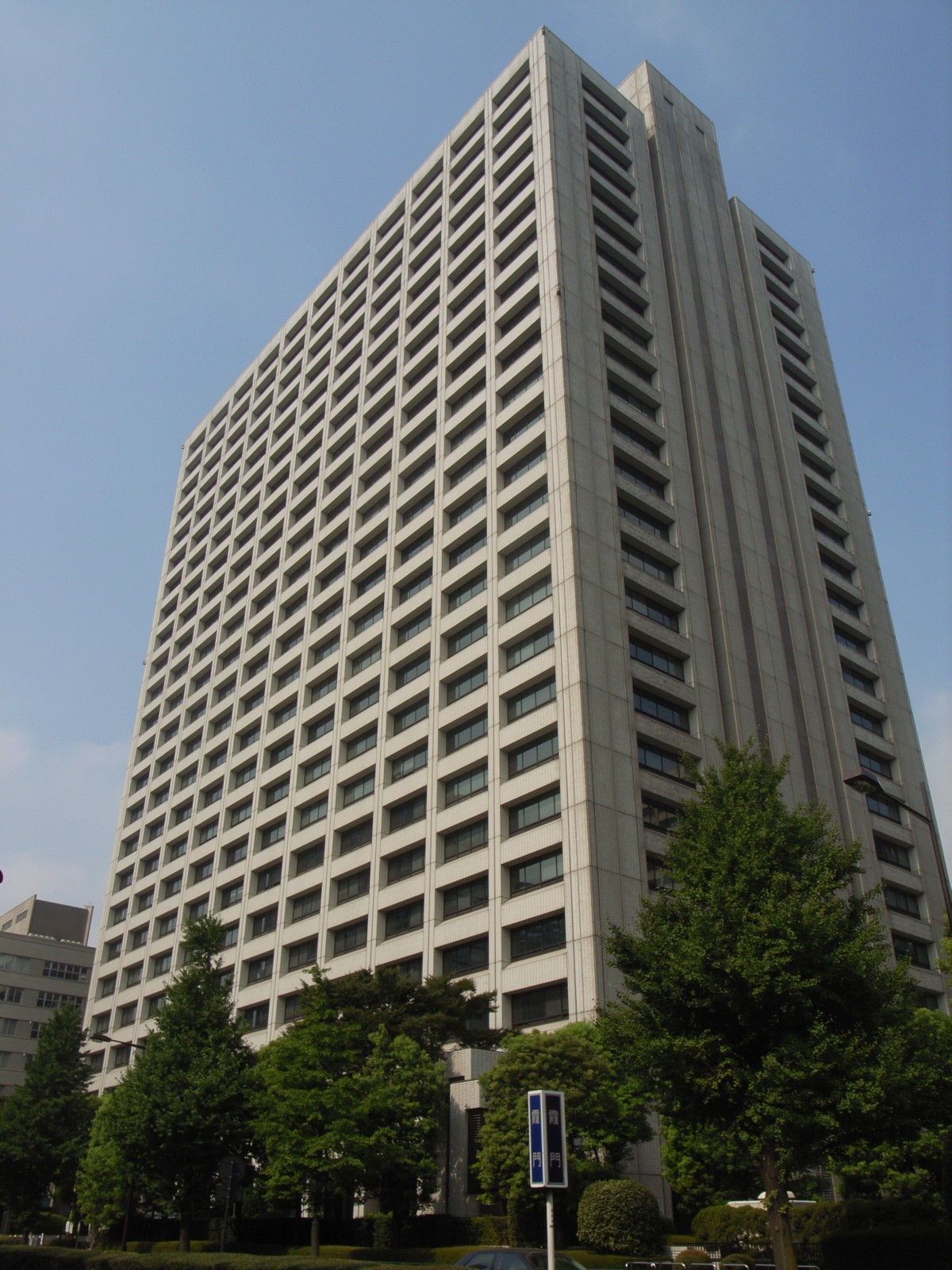
Sede del Ministero dell'Ambiente giapponese, Tokyo

Nel 1984 l'Agenzia per l'Ambiente giapponese pubblicò il suo primo libro bianco. In uno studio del 1989, è emerso che i cittadini giapponesi ritenevano i problemi ambientali più diffusi rispetto al passato, quasi l'1,7% pensava che le cose fossero migliorate, mentre il 31% pensava non fossero stati fatti passi avanti, e quasi il 21% riteneva che la situazione fosse peggiorata. Circa il 75% degli intervistati espresse preoccupazione per le specie in via di estinzione, il restringimento delle foreste pluviali, l'espansione dei deserti, la distruzione dello strato di ozono, piogge acide, la diffusione dell'inquinamento idrico e atmosferico nei Paesi in via di sviluppo. La maggior parte era del parere che il Giappone, da solo o in cooperazione con altri Paesi industrializzati, avesse la responsabilità di risolvere i problemi ambientali mondiali. In un sondaggio del 2007, il 31,8% delle persone dichiarava che l'attività di preservazione ambientale può contribuire allo sviluppo economico, il 22% che l'attività ambientale non sempre dovrebbe ostacolare lo sviluppo economico, il 23,3% che si dovrebbe dare la priorità alla preservazione ambientale anche a costo di ostacolare lo sviluppo economico e il 3,2% rispose che lo sviluppo economico dovrebbe avere sempre la priorità sulle questioni ambientali.

### La legge sull'ambiente
Negli anni novanta la politica ambientale del Giappone fu ulteriormente rafforzata. Nel 1993 il governo riorganizzò il sistema di diritto dell'ambiente emanando la Legge fondamentale per l'ambiente (環境基本法?, Kankyō kihon-hō) e i relativi emendamenti. La legge prevede la limitazione delle emissioni industriali, restrizioni sulla produzione di prodotti industriali e relativi rifiuti, il miglioramento del processo di risparmio energetico, la promozione del riciclaggio, restrizione sull'utilizzo del territorio da parte delle industrie, la disposizione di programmi di lotta contro l'inquinamento ambientale, di soccorso delle vittime e la predisposizione delle relative sanzioni. L'Agenzia per l'ambiente fu promossa a Ministero dell'ambiente a tutti gli effetti nel 2001, per contribuire alla lotta al degrado ambientale internazionale.
I primi risultati di queste riforme sono stati pubblicati nel 1994, rivelandosi buoni nel campo dell'inquinamento atmosferico, mentre il Giappone riceveva i complimenti dall'OCSE per la capacità di aver saputo migliorare la qualità dell'ambiente di pari passo al suo sviluppo economico. Tuttavia, il livello di inquinamento idrico non soddisfaceva ancora gli standard minimi di qualità. Inoltre, un rapporto del 2002 indicava la politica ambientale giapponese come «altamente efficace, con normative severe, ben applicate e basate su una forte capacità di monitoraggio».
Nel 2006 la relazione annuale sull'ambiente del ministero ha riferito che gli attuali problemi principali del Giappone sono il riscaldamento globale e la salvaguardia dello strato di ozono, la preservazione dell'ambiente atmosferico, dell'acqua e del suolo, la gestione e il riciclaggio dei rifiuti, le questioni riguardo alle sostanze chimiche, la preservazione dell'ambiente naturale e la partecipazione alla cooperazione internazionale.

## Sviluppo dell'industria ambientale
Nel giugno 2004 il Ministero del commercio internazionale e dell'industria, in collaborazione con il JETRO, organizzò un evento con lo scopo di promuovere gli investimenti diretti esteri in Giappone attraverso la collaborazione con il personale delle ambasciate di undici Paesi e la regione di Kyūshū. In questo modo il paese asiatico poté godere di vari benefici tra cui l'introduzione di nuove tecnologie nel campo industriale ed ambientale, con lo sviluppo di industrie specializzate nel riciclaggio di materiali come l'acciaio e il cemento, oltre a disporre di know-how tecnologici per la soluzione dei problemi relativi all'inquinamento ambientale.
Tali accordi, stipulati grazie al principio di una collaborazione tra esperti del governo, dell'industria e dell'università nel campo dell'ambiente e del riciclaggio, contribuirono alla costituzione nel 1999 del Kyushu Recycle and Environmental Industry Plaza, organizzazione coinvolta nello sviluppo e nella creazione di imprese nei settori industriali ambientali della gestione dei rifiuti, nel riciclaggio, in attrezzature di prevenzione dell'inquinamento, eco-materiali e nuove fonti di energia moderna, come il fotovoltaico e la produzione di energia da biomassa.
Seguendo l'esempio della regione del Kyūshū, e in particolare delle prefetture di Ōita e Kumamoto, il governo giapponese decise di creare un settore ambientale robusto e maturo, in collaborazione con il campo di sviluppo dell'alta tecnologia per fornire all'industria ambientale giapponese uno stimolo per la crescita. Di conseguenza la decisione di fornire sussidi e incentivi alle industrie che porgono un occhio di riguardo sulla preservazione ambientale. I produttori di apparecchiature specializzate nella lotta contro l'inquinamento dell'aria, attrezzature di trattamento dei rifiuti solidi, delle acque e delle acque reflue possono beneficiare di tali agevolazioni sotto forma di forti incentivi fiscali, i quali hanno fatto aumentare gli investimenti nel settore ambientale giapponese.

### Piano eco-town

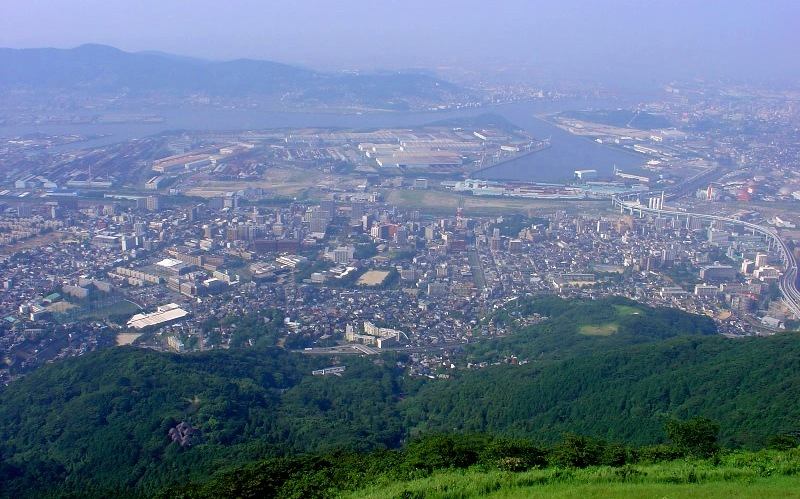
Panorama di Kitakyūshū, prima eco-town del Giappone

La storia della regione del Kyūshū, la quale ha dovuto risolvere il problema dell'inquinamento a causa dell'improvviso sviluppo del livello delle sue città industriali, ha permesso all'isola più meridionale del Giappone di accumulare maggiore esperienza riguardo ai problemi ambientali, ponendovi rimedio con l'ausilio di tecnologie industriali fondamentali per controllare e gestire l'emissione di sostanze nocive nello svolgimento delle attività di produzione. Grazie alla collaborazione tra comune, industria e popolazione e alla ricchezza delle risorse umane è stato possibile l'avviamento di importanti progetti ambientali nelle città di Ōmuta, Minamata e Kitakyūshū, designate dal Ministro dell'industria come altrettante eco-town (o città eco-sostenibili), al cui interno, nei cosiddetti eco-town college, giovani ricercatori provenienti da tutto il Giappone possono contribuire al supporto delle eco-industrie grazie a programmi di studio finalizzati alla tutela dell'ambiente con lo sviluppo in contemporanea di tecnologie e di innovazioni.
Tale progetto, nato dalla collaborazione tra Ministero dell'economia, del commercio e dell'industria e Ministero dell'ambiente, punta alla costruzione di una società economica basata sullo sviluppo di settori industriali attraverso il riciclaggio delle risorse. Al 2006, le eco-town presenti in Giappone sono 26. La città di Kitakyūshū, nella prefettura di Fukuoka, è la prima città eco-sostenibile istituita dal Ministero dell'industria, e riconosciuta dall'UNIDO quale esempio per promuovere lo sviluppo industriale nel mondo. Difatti la città, una delle più "verdi" del mondo, è in possesso di un sistema di gestione dei rifiuti in grado di trattare quasi tutti gli inquinanti organici persistenti. Tale filosofia, varata dalla stessa città nel 1997, consiste nel concetto di limitare a zero il numero di emissioni attraverso il riutilizzo dei rifiuti di un settore come materie prime per un settore differente.
Un progetto leggermente differente è il piano urbanistico di Fujisawa Smart Town, un complesso abitativo composto da un migliaio di case, pensate per essere energeticamente indipendenti. Inaugurata nel 2014, trova locazione sul sito di un antico stabilimento di produzione Panasonic, situato a 50 km a ovest di Tokyo, nella città costiera di Fujisawa. Sarà completamente popolata entro il 2018. L'obiettivo principale di questo progetto è la diminuzione delle emissioni di CO₂ del 70%, grazie alla produzione di energia solare possibile per la presenza di impianti fotovoltaici in ogni abitazione.

## Questioni ambientali

### Inquinamento atmosferico

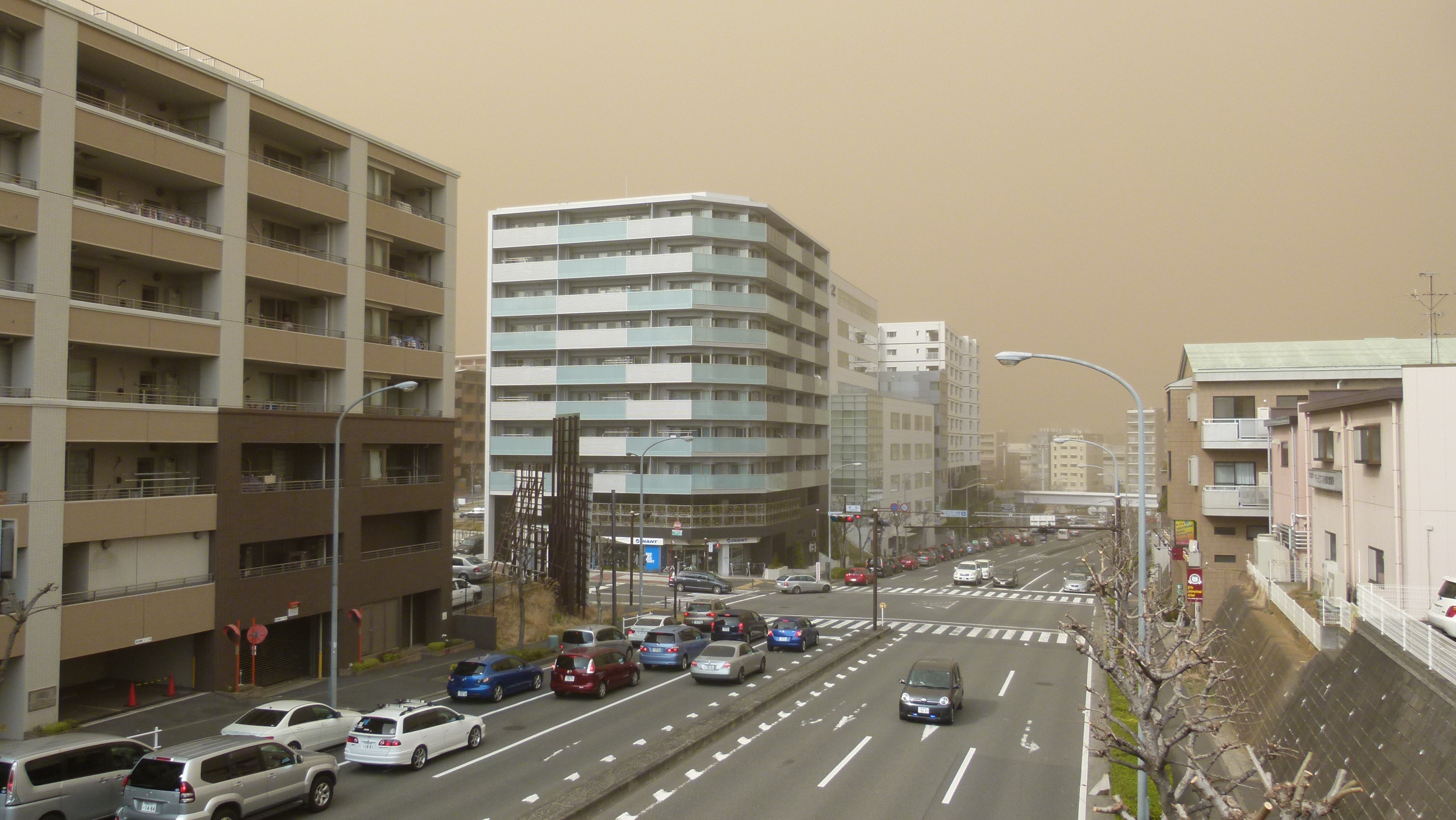
Yokohama avvolta dalla caligine. Condizioni meteorologiche di questo tipo si verificano una o due volte l'anno.

Il Giappone soffre dei problemi ambientali tipici dei Paesi industrializzati. Produce forti quantitativi di emissioni di gas nell'atmosfera, che, accumulandosi, contribuiscono all'effetto serra. L'inquinamento atmosferico è aggravato dall'elevata concentrazione delle aree urbane, dove vive l'80% della popolazione. Le città di Tokyo e Osaka, attorno alle quali si estende una grande conurbazione, sono due delle zone maggiormente affette da questo problema; dalla capitale il Fuji è visibile solamente 78 giorni l'anno a causa dello smog.
Secondo uno studio del 2017, l'inquinamento atmosferico è causa di almeno 60.000 morti premature ogni anno. Sebbene il Paese nipponico abbia visto un netto incremento della qualità dell'aria tra il 1990 e il 2017, nello stesso lasso di tempo il tasso di mortalità dovuta all'inquinamento atmosferico ha continuato a crescere. L'inquinamento da ozono, in particolare, rappresenta uno dei maggiori problemi: il Giappone ha infatti il livello più alto di ozono troposferico tra le nazioni dell'OCSE, responsabile di 6.250 morti nel 2017. Ciononostante, a Tokyo, la concentrazione di particolato atmosferico nel 2018 si aggirava intorno ai 13 microgrammi per metro cubo, un livello considerato ancora accettabile, soprattutto se confrontato con quello della maggior parte delle altre megalopoli mondiali.

### Riscaldamento globale
La campagna è stata riproposta anche in inverno, con il nome di Warm Biz, ove i lavoratori giapponesi sono stati invitati a recarsi al lavoro con abiti più pesanti, permettendo di abbassare la temperatura del riscaldamento e di ridurre, di conseguenza, il consumo di elettricità.
In quanto firmatario del Protocollo di Kyoto, il Giappone ha l'obbligo di ridurre le proprie emissioni di anidride carbonica e di adottare altre misure per contrastare il cambiamento climatico. Gli obbiettivi principali di tale piano sono: garantire il perseguimento di un equilibrio tra preservazione ambientale e sviluppo economico, la promozione della tecnologia, la sensibilizzazione dei cittadini utilizzando i mezzi politici, e l'essere disponibile alla collaborazione internazionale. Storicamente, la maggiore fonte di inquinamento atmosferico in Giappone è sempre stata rappresentata dal suo settore industriale. Tokyo, grazie all'intervento dell'allora governatore Shintarō Ishihara, ha imposto un tetto per il numero di emissioni di gas serra delle sue industrie, in modo da ridurle di un 25% entro il 2020 rispetto ai livelli del 2000.
Il Giappone è anche uno dei leader mondiali nello sviluppo di nuove tecnologie rispettose e compatibili con il clima, e si trova al 20º posto secondo l'Indice di sostenibilità ambientale 2010. I veicoli elettrici e ibridi della Toyota e della Honda sono stati premiati per disporre delle migliori prestazioni nel consumo di carburante e nel contempo per le basse emissioni di gas serra. La diminuzione del consumo di carburante e delle emissioni è dovuta principalmente all'uso della tecnologia avanzata dei sistemi ibridi, dei biocarburanti e all'uso di materiali più leggeri e di migliore progettazione.
Secondo i calcoli dell'Earth Simulator, comunque, la temperatura in Giappone subirà un incremento dai 3 ai 4,2 °C durante il periodo 2070-2100, mentre le precipitazioni estive aumenteranno costantemente a causa del riscaldamento globale (da un minimo del 17% a un massimo del 19%).

### Inquinamento da rifiuti industriali, diossina e alte tecnologie
L'inquinamento da rifiuti industriali rappresenta uno dei maggiori problemi ambientali del Giappone. Dal 1970, la Legge sulla gestione dei rifiuti e la nettezza pubblica regola i metodi di smaltimento di alcuni rifiuti emessi da industrie ed aziende, come la fuliggine, il fango, l'olio di scarto e la plastica. Quest'ultima legge è stata modificata nel 1997, implementando dure sanzioni penali per lo smaltimento illegale dei rifiuti. Infatti, in quello stesso anno, in Giappone si contavano più di 400 milioni di tonnellate di rifiuti industriali, mentre gli impianti di smaltimento erano circa 2.700. Un aumento delle discariche illegali e la trascurata gestione degli impianti di trattamento hanno tuttavia portato a casi di lamentele dei residenti, che protestavano sia per gli impianti esistenti sia per il piano di costruzione di nuovi impianti per il trattamento, soprattutto nelle prefetture di Kagawa e Gifu; in quest'ultima, nel giugno 1997, fu indetto un referendum pubblico tra i cittadini della prefettura per decidere se costruire o meno un impianto di trattamento per lo smaltimento dei rifiuti: l'80% dei votanti si oppose alla sua costruzione.

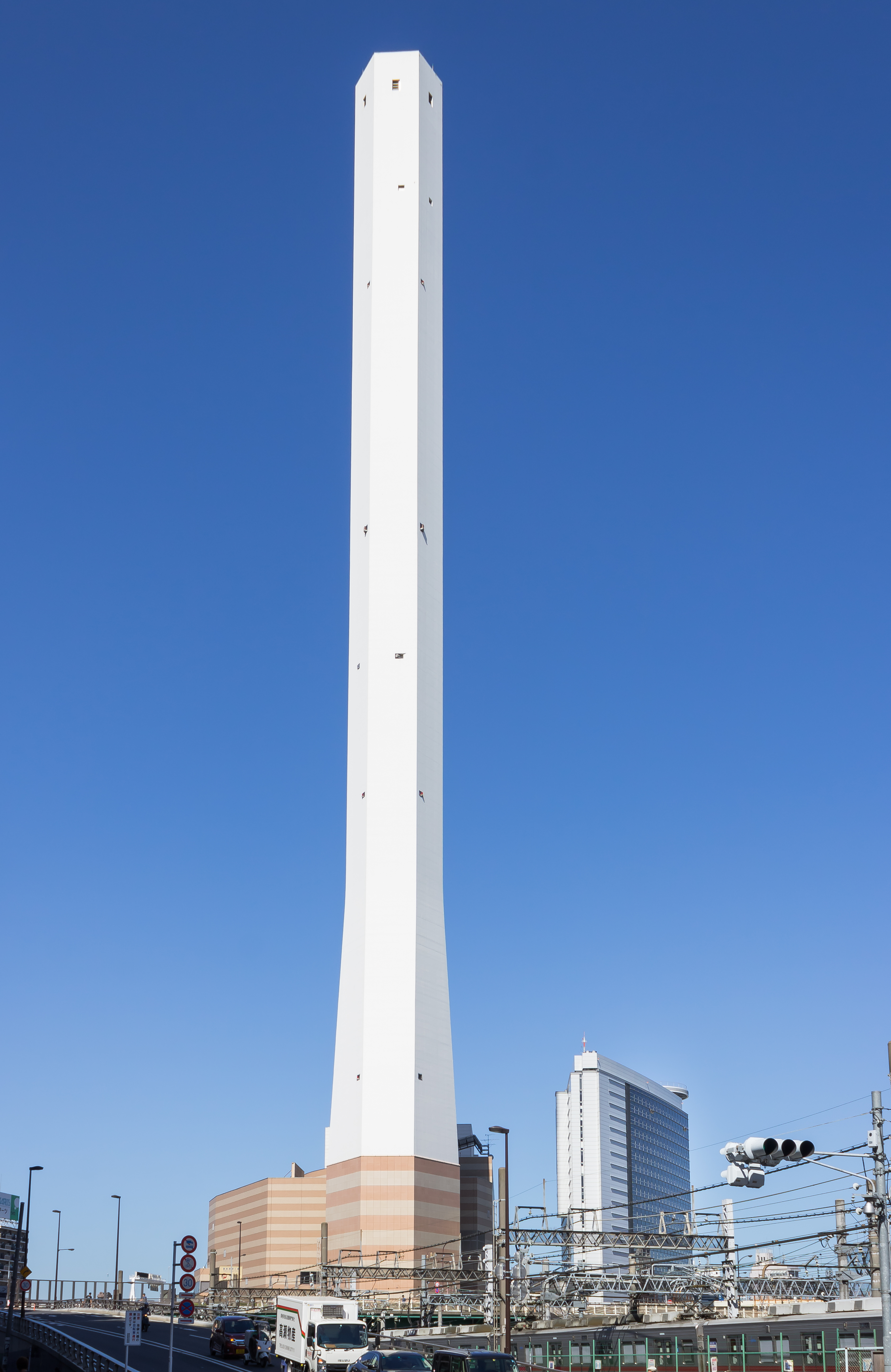
Inceneritore a Toshima (Tokyo)

A causa del limitato territorio a disposizione e la conseguente impossibilità di stoccaggio dei rifiuti, il Giappone è dovuto ricorrere al loro incenerimento per potere ovviare al problema. Pertanto la diossina rilasciata dagli inceneritori è diventata una questione di primaria importanza. Il problema è noto fin dagli anni novanta, quando l'Agenzia per l'ambiente e l'Agenzia per la pesca svolsero una ricerca all'interno delle maggiori cartiere giapponesi, delle quali almeno due terzi riversavano enormi quantità di diossina nei fiumi e nelle acque costiere, successivamente rinvenuta anche nei pesci e in altri organismi nella baia di Tokyo.
Come contromisure il governo giapponese emanò nel 1990 una normativa riguardo alla prevenzione di emissioni di diossina, stabilendo precise norme relative alle condizioni di funzionamento degli inceneritori e la quantità di diossina che avrebbero emesso quelli di nuova concezione. La normativa è stata perfezionata nel 1997, limitando l'emissione della diossina a 1-5 nanogrammi per metro cubo d'aria (da raggiungere entro cinque anni) per gli inceneritori esistenti, e 0,1-5 nanogrammi per metro cubo d'aria per quelli di nuova concezione.
In particolare, i grammi di diossine equivalenti immessi nell'atmosfera giapponese nel 2003 dalle principali fonti inquinanti sono le seguenti: inceneritori di rifiuti urbani (71 grammi), inceneritori industriali (74 grammi), inceneritori domestici (73-98 grammi), forni elettrici e acciaierie (80,3 grammi). Negli anni duemila, per ridurre le pesanti emissioni di diossine che avvengono sul suo territorio, il Giappone ha tuttavia deciso di optare per una società basata sul riciclo, limitando a un ruolo sempre più marginale gli inceneritori. Ciononostante, sebbene questi accorgimenti abbiano avuto il merito di porre rimedio in modo sostanziale al problema dell'inquinamento da diossina, il Giappone continua ad avere uno dei più bassi tassi di riciclaggio tra i paesi OCSE (20% nel 2017), e gran parte dei rifiuti (circa il 78%) viene ancora destinata agli inceneritori.
Un altro problema del Giappone è l'inquinamento causato dalle alte tecnologie, ovvero da quelle industrie all'avanguardia che utilizzano la tecnologia dei circuiti integrati. Tali industrie rilasciano in acqua sostanze cancerogene come il tricloroetilene e il tetracloroetilene, utilizzati per la pulitura dei circuiti integrati o per la pulitura a secco. Disposizioni per ridurre il rilascio di queste sostanze tossiche nelle falde idriche si trovano all'interno della Legge per il controllo dell'inquinamento dell'acqua del 1989, revisionata nel 1996, garantendo agli amministratori l'autorità necessaria per costringere gli inquinatori alla bonifica.

### Gestione dei rifiuti elettronici

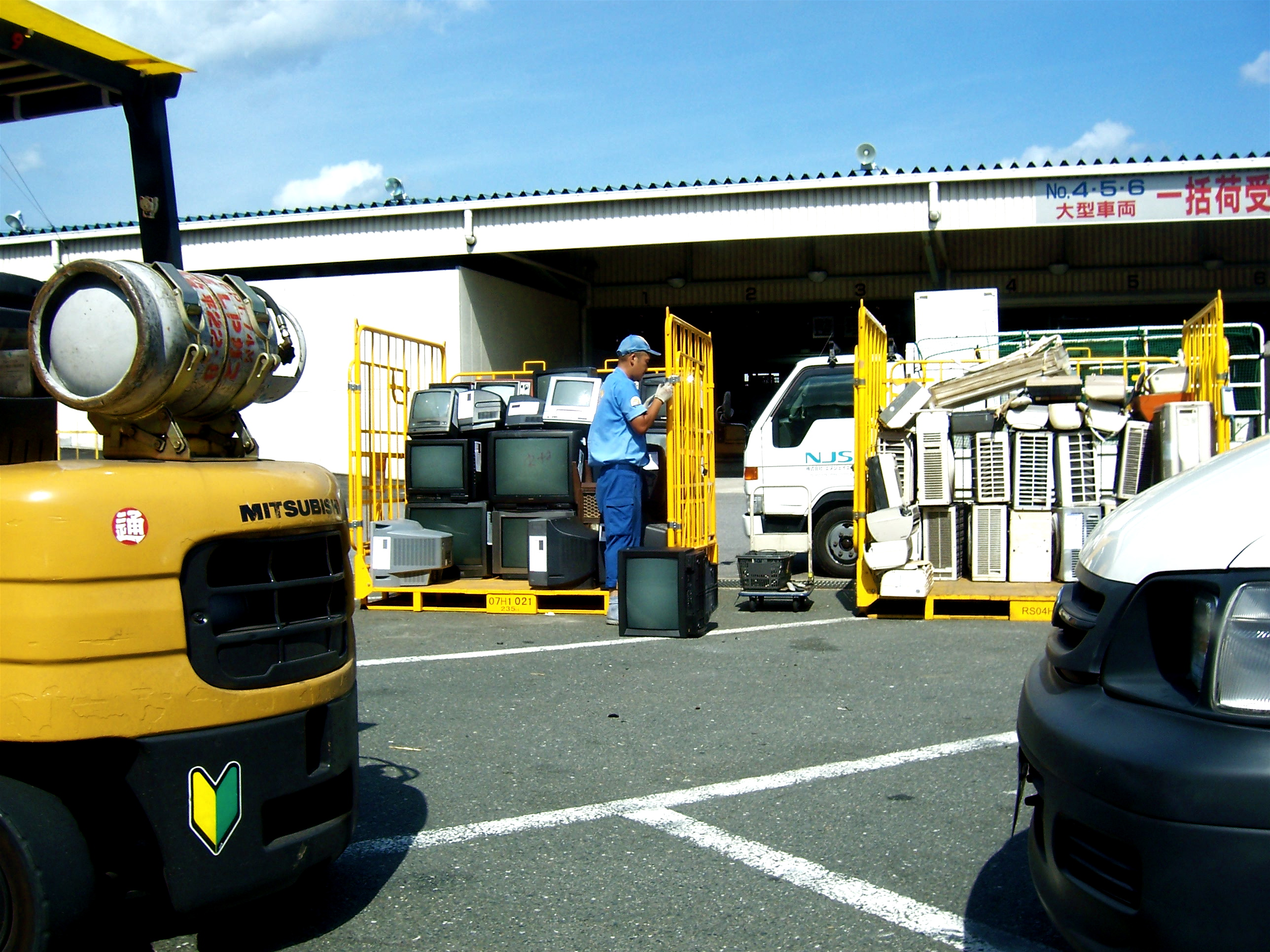
Centro di riciclaggio di materiali elettronici a Okazaki, Aichi

Nel 1970 il Giappone ha iniziato a trattare i rifiuti di apparecchiature elettriche ed elettroniche in modo diverso rispetto ad altri materiali, assumendo lavoratori appositamente addestrati a smontare e riciclare il materiale elettronico. Il costo del programma si è rivelato tuttavia troppo elevato per mantenere i lavoratori impiegati; di conseguenza, i rifiuti elettronici sono stati trattati come tutti gli altri rifiuti e smaltiti in discariche comuni.
Due leggi sono entrate in vigore in Giappone nel tentativo di risolvere il problema dei rifiuti elettronici. La prima legge, modificata nel 2001, è la Legge per la promozione dell'utilizzo effettivo delle risorse, la quale incoraggia i produttori a contribuire volontariamente nel riciclo e nella riduzione della produzione dei rifiuti. La seconda legge è entrata in vigore il 1º aprile 2009, nota come Legge per il riciclo di specifiche categorie di elettrodomestici, la quale impone maggiori iniziative riguardo al riciclaggio valevoli sia per i consumatori che per i produttori di elettrodomestici.
All'inizio del 2010, il governo giapponese ha intrapreso una campagna di sensibilizzazione per sostenere l'utilizzo del riciclaggio dei telefoni cellulari e di altre apparecchiature elettroniche, con testimonial la idol virtuale Miku Hatsune. In poco tempo sono stati raccolti 70.000 telefoni cellulari in 1.886 negozi. Il governo inoltre ha stimato che i telefoni riciclati hanno prodotto circa 22 chilogrammi di oro, 79 chili di argento, due chili di palladio e oltre cinque tonnellate di rame. Secondo l'Istituto nazionale giapponese per gli studi ambientali, nell'aprile del 2005, oltre 7 milioni di PC sono stati scartati, con circa il 37% eliminato o riciclato, un altro 37% riutilizzato all'interno del Giappone, e il 26% esportato all'estero, soprattutto nei Paesi in via di sviluppo dell'Asia meridionale, come ad esempio nelle Filippine, dove ogni anni finiscono più di 400.000 televisori giapponesi.

### Gestione dell'energia nucleare

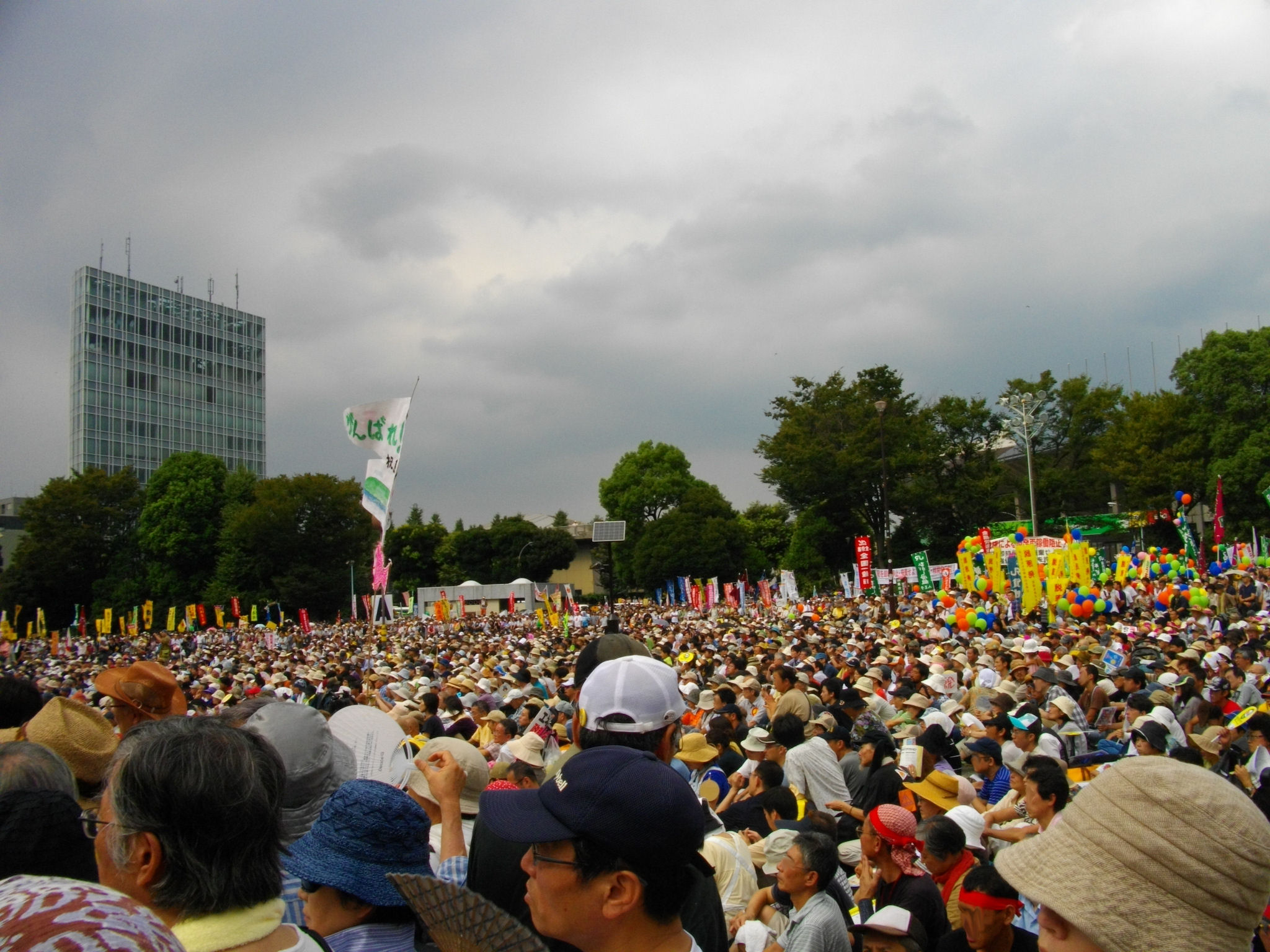
Manifestazioni anti-nucleare a Tokyo, 19 settembre 2011

Prima del terremoto e maremoto del Tōhoku del 2011, e il conseguente disastro della centrale di Fukushima, il Giappone ricavava il 30% del suo sostentamento energetico dalle centrali nucleari, prevedendo di aumentare questa cifra fino al 40%. L'energia nucleare interpretava un ruolo fondamentale nell'economia giapponese, benché ci fosse preoccupazione circa la capacità delle centrali nucleari di resistere all'intensa attività sismica del territorio giapponese. Già nel 2007, la centrale nucleare di Kashiwazaki-Kariwa era stata chiusa per 16 mesi a causa di un terremoto verificatosi in quel periodo.
L'incidente alla centrale di Fukushima diede inizio a un'emergenza nucleare su larga scala, con l'evacuazione di 140.000 residenti entro 20 chilometri dal luogo del disastro. Nonostante una commissione globale di esperti internazionali abbia convenuto che i rischi reali per la salute siano bassi, senza nessun aumento considerevole di possibilità di contrarre malattie nel lungo termine, le centrali riversano quotidianamente nell'Oceano Pacifico oltre trecento tonnellate di liquido contaminato.
Il 6 maggio 2011, l'allora primo ministro Naoto Kan, decise per la chiusura della maggior parte delle centrali nucleari giapponesi. Tale decisione fu accolta con favore dalla maggior parte dei giapponesi, i quali manifestarono la loro indignazione contro il nucleare marciando in strada nelle maggiori città del Giappone. Con l'ascesa a ruolo di primo ministro di Shinzō Abe, il governo giapponese ha tuttavia manifestato l'intenzione di non privarsi del nucleare, ma al contrario, di continuare a sviluppare il programma, in quanto impossibilitato di fare a meno di questa risorsa senza un adeguato piano di energia alternativa.